# Ophiorrhiza chinensis
Ophiorrhiza chinensis är en måreväxtart som beskrevs av Hsien Shui Lo. Ophiorrhiza chinensis ingår i släktet Ophiorrhiza och familjen måreväxter. Inga underarter finns listade i Catalogue of Life.